# Live Consternation
Live Consternation to album koncertowy zespołu Katatonia zawierający zapis koncertu z Summer Breeze Open Air z Niemiec z 2006 roku. Album został wydany jako tylko wydanie dwupłytowe (CD+DVD).

## Lista utworów
1. "Leaders"
2. "Wealth"
3. "Soil's Song"
4. "Had To (Leave)"
5. "Cold Ways"
6. "Right into the Bliss"
7. "Ghost of the Sun"
8. "Criminals"
9. "Deliberation"
10. "July"
11. "Evidence"